# Gunther Behnke
Gunther Behnke (Leverkusen, Alemania; 19 de enero de 1963) es un exjugador de baloncesto alemán. Con 2,21 metros de estatura, jugaba en la posición de pívot. Fue miembro de la selección de baloncesto de Alemania que conquistó el Campeonato Europeo de Baloncesto Masculino de 1993.

## Trayectoria
Behnke comenzó a jugar al baloncesto durante un adolescencia en Pulheim, siendo reclutado por el Bayer Leverkusen. 
En 1984 la Universidad de Kentucky le ofreció una beca para estudiar en sus aulas y formar parte de los Wildcats, el equipo de baloncesto de la institución. Behnke aceptó la propuesta, pero pocos meses después regresó a su país, sin haber jugado ningún partido en la NCAA.
Como miembro del Bayer Leverkusen integró el plantel que dominó el baloncesto alemán entre finales de la década de 1980 y comienzos de la de 1990, obteniendo cinco títulos de liga y cuatro de copa nacional. El pívot se destacó en el equipo en un rol defensivo. 
Se presentó dos veces al draft de la NBA, siendo seleccionado la primera vez por los Cleveland Cavaliers y la segunda por los Minnesota Timberwolves, pero nunca jugó en la liga estadounidense.
En 1992 fichó con el TuS Bramsche, actuando las siguientes dos temporadas con ese club. En 1994 se unió al ALBA Berlín, participando de la conquista de la Copa Korać 1994-95, el primer título europeo de la historia obtenido un equipo alemán. Su última experiencia en las Basketball Bundesliga fueron las cuatro temporadas con el Telekom Bonn.
Antes de retirarse del baloncesto competitivo, Behnke jugó la temporada 2000-01 de la Regionalliga West con el Cologne 99ers, donde hizo dupla junto con Stephan Baeck para guiar al equipo hacia el ascenso.

## Selección nacional
Behnke jugó con la selección juvenil de baloncesto de Alemania Occidental, como parte de la camada liderada por Detlef Schrempf. 
Integró la selección universitaria alemana que obtuvo la medalla de bronce en la Universiada de 1989.
La selección mayor lo tuvo como miembro entre 1983 y 1995. Por ello participó de dos ediciones de la Copa del Mundo de Baloncesto (1986 y 1994), de una del torneo de baloncesto de los Juegos Olímpicos de Verano (1992) y de cuatro del Eurobasket (1983, 1985, 1987 y 1993, esta última con su equipo consagrándose campeón). También actuó en el Preolímpico Europeo de Baloncesto de 1992. 

## Palmarés
- Liga de Alemania: 5

Bayer Leverkusen: 1984-85, 1985-86, 1989-90, 1990-91, 1991-92
- Copa de Alemania: 4

Bayer Leverkusen: 1986, 1987, 1990, 1991
- Copa Korac: 1

ALBA Berlín: 1995